# Hans Krüsi (Maler)
Hans Krüsi (* 15. April 1920 in Zürich; † 9. September 1995 in St. Gallen; heimatberechtigt in Speicher) war ein Schweizer Maler und ein stadtbekanntes Zürcher Original. Er gilt als wichtiger Vertreter der Art brut.

## Leben
Krüsi war ein uneheliches Kind der Emma Krüsi und wuchs erst bei Pflegeeltern in Speicher, dann im Waisenhaus der Gemeinde im Appenzellerland auf. Mit einer schlechten Schulbildung und einigen Jahren Arbeit als Knecht und Gärtnergehilfe in verschiedenen Teilen der Schweiz zog er 1947 nach St. Gallen und machte sich Ende 1948 selbständig. Er fuhr frühmorgens von St. Gallen an die Zürcher Bahnhofstrasse und verkaufte Blumen, die er entweder selbst in den Alpen gepflückt oder im Grosshandel gekauft hatte. Die prekären Lebensverhältnisse und seine eher schwächliche Konstitution führten ihn im Herbst 1968 zu einer rund sechsmonatigen Erholungskur auf dem Walenstadtberg.
Mit 16 Jahren hatte er zu fotografieren begonnen, 1975 begann er auch zu malen. Er malte vorwiegend auf Packpapier, Karton oder Servietten, den ihm überall und kostenlos verfügbaren Unterlagen. Später arbeitete er mit verschiedensten Techniken und Materialien. Seine bevorzugten Motive – allesamt seiner unmittelbaren Lebenswelt entnommen – waren Tiere, besonders Kühe, daneben Pflanzen, Häuser, sein Wohnquartier im Linsebühl sowie die appenzellische Hügellandschaft. Er realisierte auch Objekte, so genannte Kuhmaschinen, bei denen mit Kühen bemalte Papierbänder über zwei Rollen abgespult werden.
Seit Mitte der siebziger Jahre verkaufte Krüsi auf seinem Zürcher Blumenstand auch eigene Zeichnungen und Malereien. Dabei war er so erfolgreich, dass er bald mehr Geld mit seinen Bildern als mit seinen Blumen verdiente. Als er im September 1995 an einem Lungenemphysem starb, war er ein reicher Mann geworden.
Anfang 1981 stellte die Buchmann Galerie in St. Gallen zum ersten Mal seine Bilder aus, dann, noch im selben Jahr, die Galerie Anton Meier in Genf. Damit wurde die Aufmerksamkeit der Schweizer Presse und der Kunstszene an dem sonderlichen Aussenseiter und originellen autodidaktischen Künstler geweckt. Krüsi konnte in der Folge seinen Blumenstand bald aufgeben und sich ganz dem künstlerischen Schaffen widmen. 1991 erschien die bisher einzige Werkmonographie mit zwei Essays zu Leben und Werk sowie 91 farbigen Bildtafeln.
Krüsis bisher zu grossen Teilen noch nicht gesichteter Nachlass umfasst neben rund 4'000 Bildern und Zeichnungen eine grosse Menge von Fotografien, Negativen, Polaroids und durch Übermalungen bearbeitete Fotografien sowie Tonbandaufnahmen und Toncollagen, dazu eine Reihe von Prosatexten und Gedichten nebst einer unübersehbaren Menge von anderen unbearbeiteten Materialien. Das Kunstmuseum Thurgau, Kartause Ittingen, wo sein Nachlass verwaltet wird, veranstaltete vom 8. April bis zum 7. Oktober 2001 unter dem Titel Krüsi, Hans: Auch ein Nichts kann etwas werden … eine erste Werkübersicht.
Am 19. September 2009 wurde eines der drei von Michael Stauffer aus dem Nachlass Hans Krüsis zusammengestellten Hörspiele mit dem Titel Ich kann ohne Esel nicht sein im Deutschlandfunk gesendet.
Von 1. Oktober 2023 bis 9. Juni 2024 präsentiert das Kunstmuseum Thurgau das Schaffen von Hans Krüsi nach über zwei Jahrzehnten erstmals wieder in seiner ganzen Breite.